# Cantó de Jarnac
El cantó de Jarnac és un cantó francès del departament del Charente, situat al districte de Cognac. Té 14 municipis i el cap és Jarnac.

## Municipis
- Bassac
- Chassors
- Fleurac
- Foussignac
- Houlette
- Jarnac
- Julienne
- Les Métairies
- Mérignac
- Nercillac
- Réparsac
- Sainte-Sévère
- Sigogne
- Triac-Lautrait

## Història
| Data d'elecció                           | Identitat           | Partit                               | Qualitat |
| ---------------------------------------- | ------------------- | ------------------------------------ | -------- |
| 1945-1951                                | Maurice Marcilhacy  |                                      |          |
| 1951-1985                                | Pierre Marcilhacy   | Divers droite, després divers gauche |          |
| 1985-199.                                | Maurice Voiron      | UDF-CDS                              |          |
| 199.-1998                                | Pierre Bujeaud      | UDF-FD                               |          |
| 1998-                                    | Jean-Pierre Denieul | PS                                   |          |
| les dades anteriors no són pas conegudes |                     |                                      |          |
|                                          |                     |                                      |          |